# 黃鍾 (正統進士)
黃鍾（1413年—？年），字功鼎，山東省青州府昌樂縣人，明朝政治人物。

## 生平
正統七年壬戌科第三甲第二十三名進士。